# Sakalavská říše Menabe
Sakalavská říše Menabe, resp. jen Menabe, byla domorodý stát na území dnešního Madagaskaru, podél obou břehů řeky Sakalavy. V referencích se název této monarchie píše jako sakalovská říše Menabe, tedy s malým "s" ve slově "sakalovská". 
Počátek tohoto státu je na začátku 17. století a jeho existenci lze vysledovat až do 19. století. Jméno Menabe je složeninou dvou slov mena - velký, be - červený. Podle legendy tento název vznikl podle velkého červeného vola, který pomohl vyhrát jednu z prvních bitev nově vzniklého státu.   
Prvním vládcem byl princ Andriamisara z dynastie Marosena. Okolo roku 1650 ho vystřídal jeho syn Andriandahifotsy, který je známější pod jeho zkráceným jménem Lahifotsy. Během poměrně krátké doby dobyl území sahající 640 km na sever od řeky Fiherany. V 60. letech 17. století už nebylo na Madagaskaru člověka, který by jeho jméno neznal, věděli o něm i francouzští kolonisté v osadě Fort Dauphin.
Roku 1669 Fort Dauphin navštívil Lahifotsyův velvyslanec, aby s nimi uzavřel spojenectví proti kmenům jižně od řeky Onilahy. 
V roce 1671 hlavní město říše Menabe navštívil jeden z francouzských osadníků, aby Lahifotsyvo ujistil o pokračujících dobrých vztazích. Zjistil, že jeho armáda čítá 12 000 mužů vyzbrojených křesadlovými puškami. 
V průběhu 18. století říše Menabe zaznamenává ekonomický rozkvět, zejména kvůli evropským cestám do Indie. Evropští obchodníci s oblibou využívali menabských přístavů v Mosambickém průlivu. Anglické lodě zde přistávaly dokonce tak často, že si obyvatelé osvojili elementární znalosti angličtiny a někteří přijali anglická jména. 
Později je říše kvůli dynastickým sporům oslabena a pohlcena říší Imerina.